# Sildegap
Das Sildegap (norweg.: Sildegapet) ist eine große Bucht an der Westküste Norwegens in der Provinz Vestland. 
Die Bucht liegt zwischen der Halbinsel Stadlandet im Norden und der großen Insel Vågsøy im Süden und gehört administrativ im Norden zur Kommune Stad und im Süden zur Kommune Kinn. Sie ist an ihrer Öffnung zum Europäischen Nordmeer zwischen dem Kråkenes-Leuchtfeuer im Nordwesten der Insel Vågsøya und der Landzunge Furenes an der Südwestseite von Stadlandet 10 km breit und erstreckt sich etwa 17 km nach Südosten, wo sie in drei kleinere Fjorde – den Moldefjord, den Nordpollen und den Sørpollen – und den Ulvesund zwischen Vågsøya und dem Festland übergeht. 
Im Inneren der Bucht liegen vier größere, bewohnte Inseln: im Westen Silda, nach der die Bucht benannt ist, im Osten Selja mit den Ruinen des Klosters Selje, und im Süden Barmøya und Venøya. Vågsøya und Venøya sind durch Brücken mit dem Festland verbunden. Die um diese Inseln verlaufenden Teilbereiche bzw. Ausläufer der Bucht sind der Skorbøfjord im Norden und der Hovsund im Südosten zwischen Selja und Stadlandet, der Røysetfjord zwischen Selja and Barmøya, der Barmsund zwischen Barmøya und dem Festland im Süden und schließlich der Storpollen zwischen Barmøya und Venøya bzw. vom Nordpollen bis zum Ulvesund.

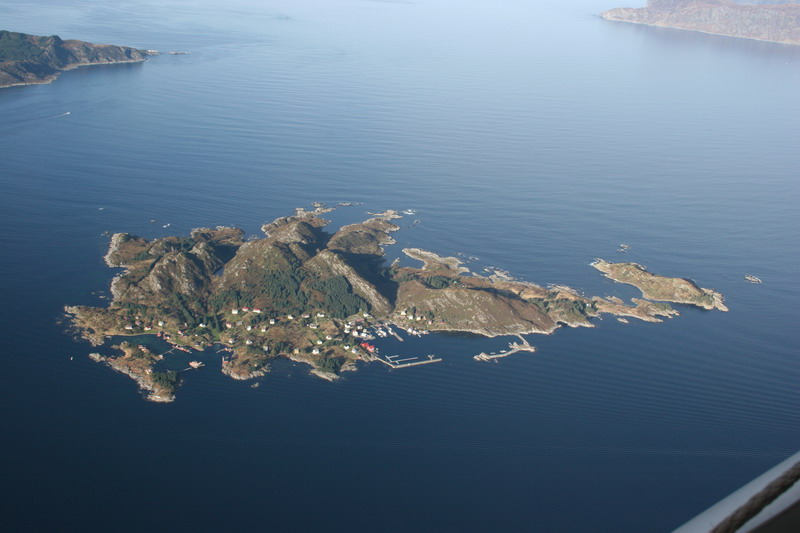
Die Insel Silda, Blick von Osten; das Sildegap dahinter
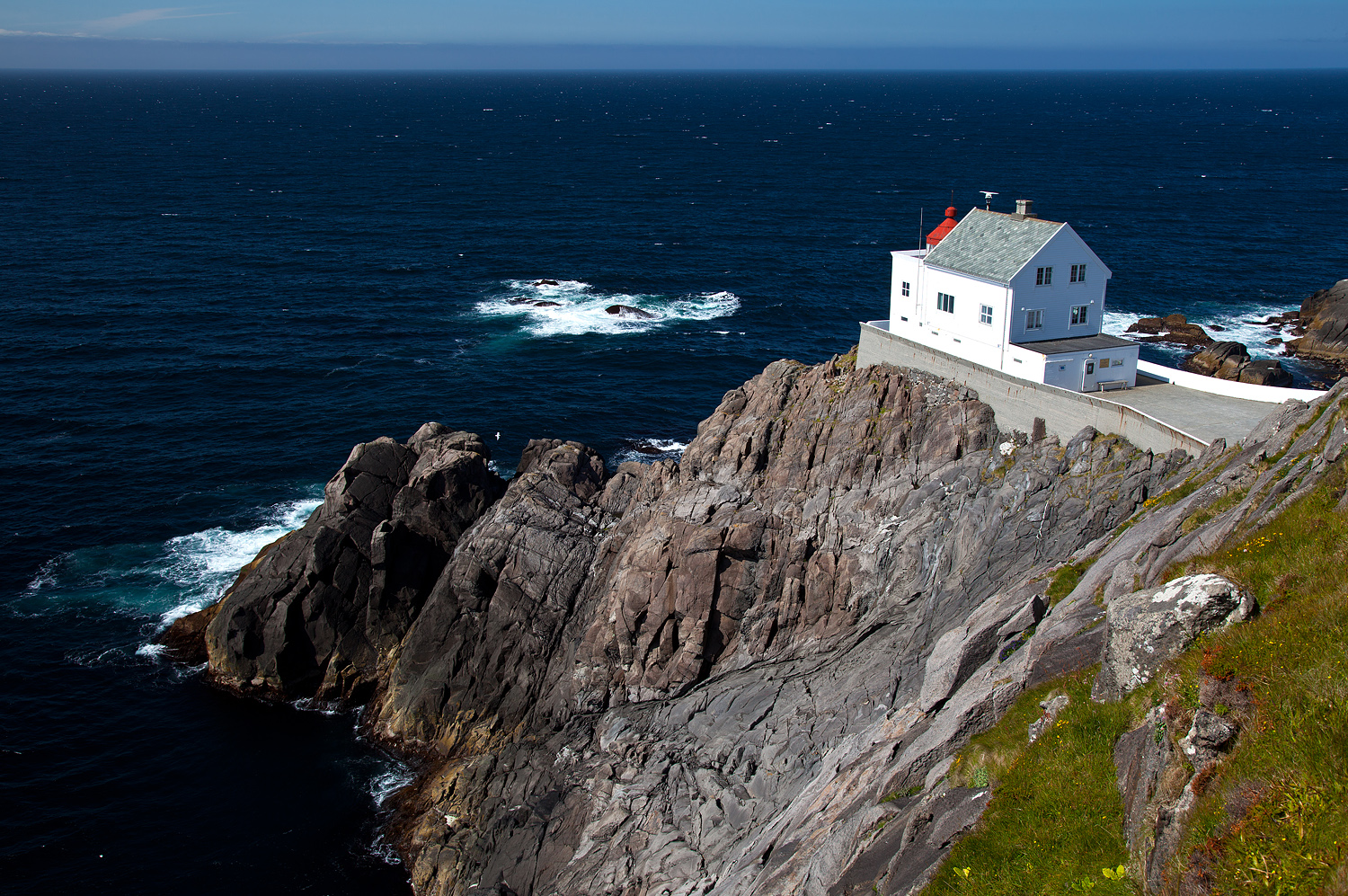
Kråkenes Leuchtfeuer am Eingang zur Bucht
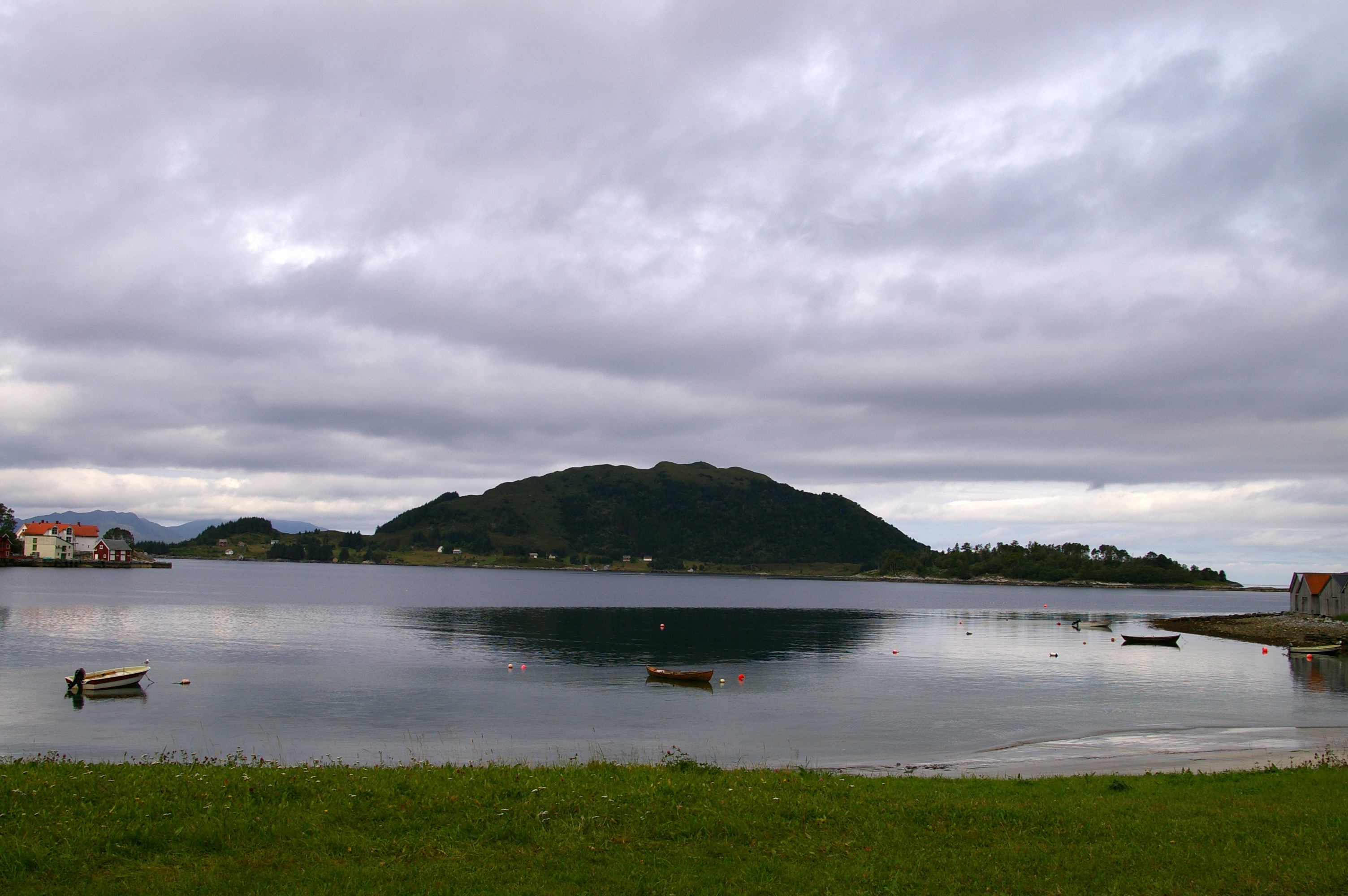
Die Insel Selja, Blick von Osten
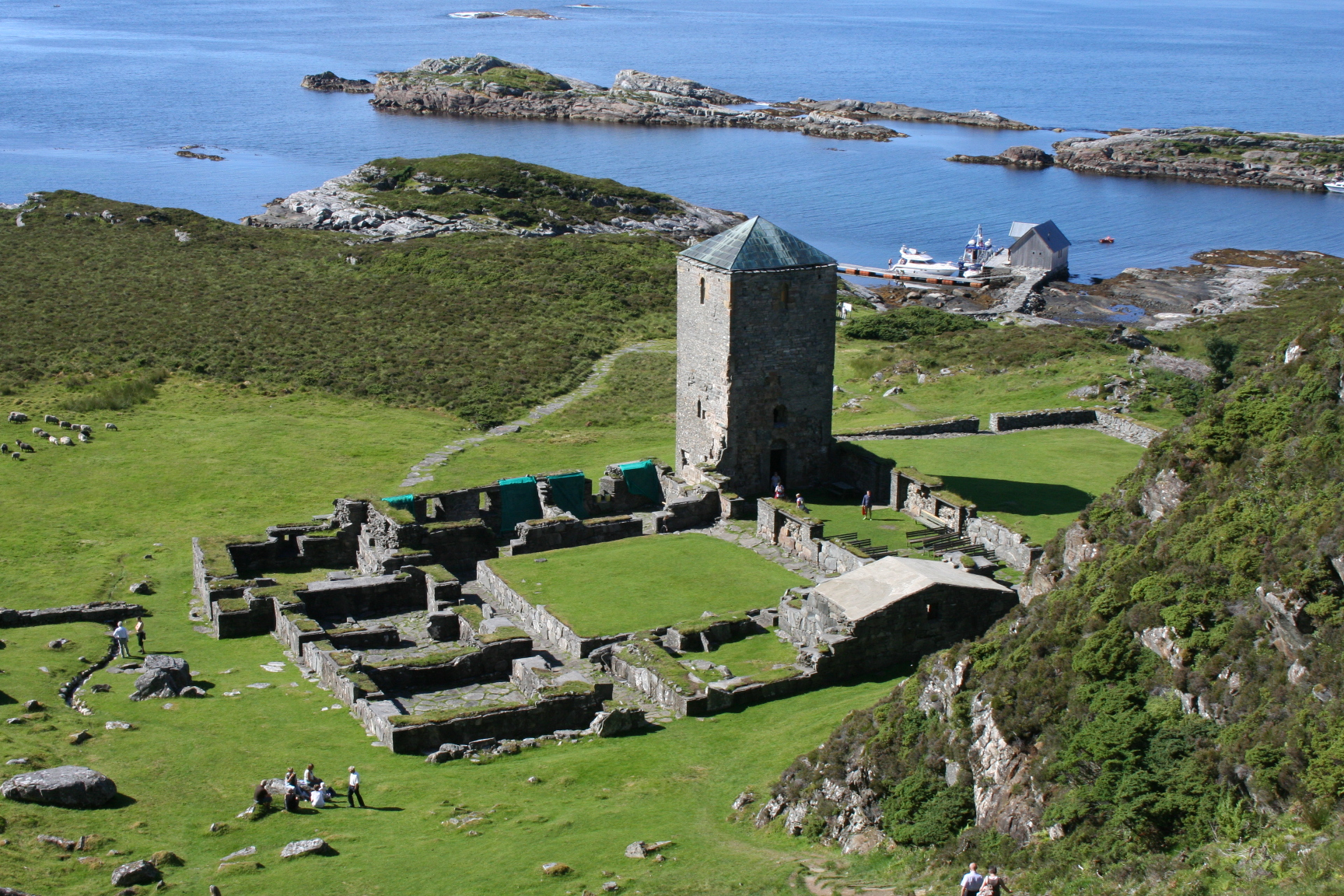
Ruinen des Klosters Selje
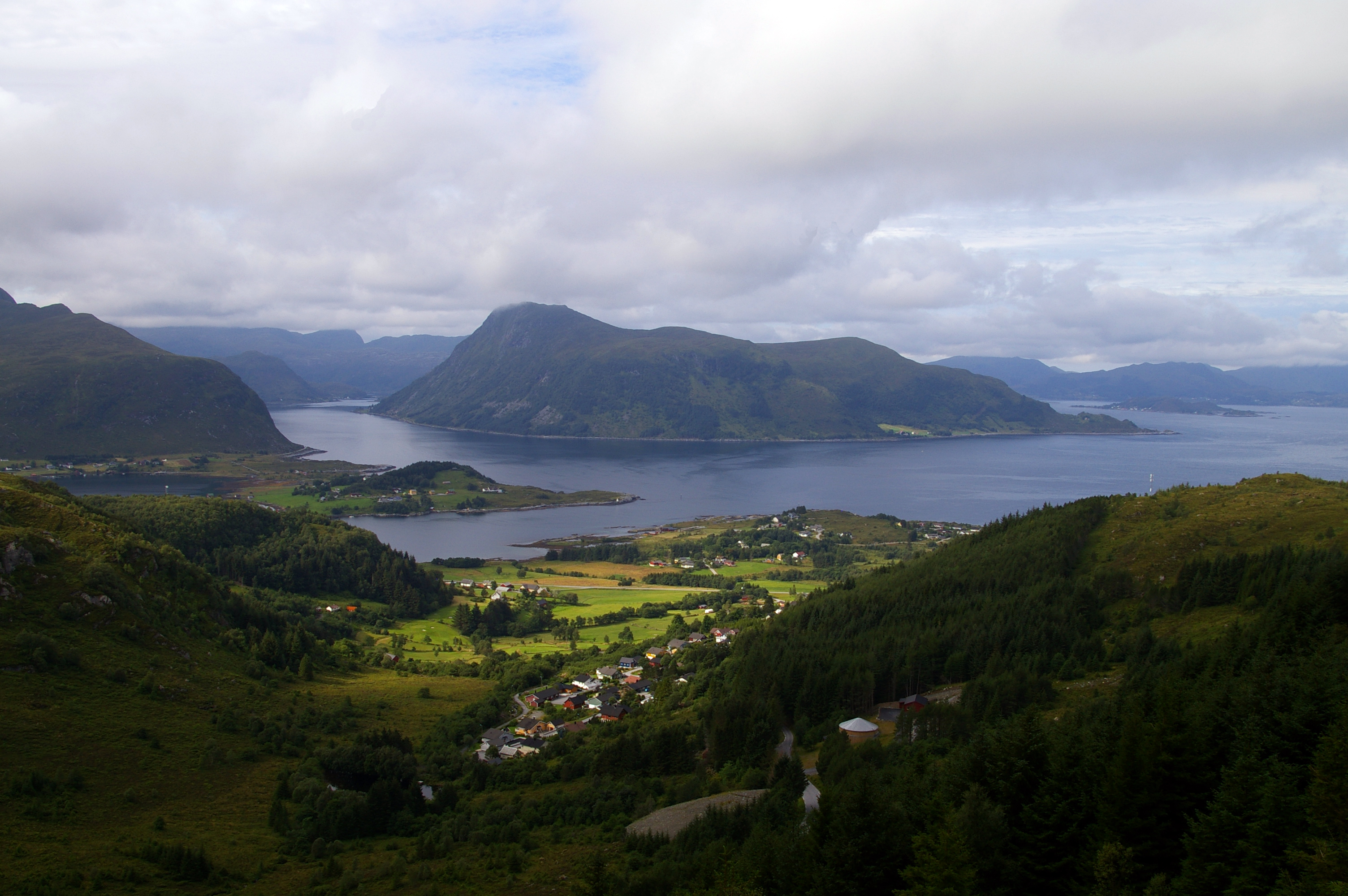
Die Insel Barmøya, Blick von Nordosten (der Røysetfjord rechts und der Barmsund links); rechts im Hintergrund die Insel Silda